# Даутфул-Саунд
Да́утфул-Саунд (англ. Doubtful Sound, маори Patea) — фьорд в юго-западной части новозеландского острова Южный на территории региона Фьордленд. Является популярным туристическим объектом.
Даутфул-Саунд принадлежит к одному из крупнейших фьордов Новой Зеландии. Находится в труднодоступной гористой местности, поэтому берега фьорда крутые, а добраться до него на протяжении большей части года можно только по воде. Выделяются три отчётливых рукава, в каждом из которых имеется несколько крупных водопадов, падающих с высоты до 600 м. В сезон дождей количество водопадов в районе возрастает до нескольких сотен.
Одной из особенностей фьорда является присутствие в нём двух отчётливых слоёв воды, которые едва перемешиваются друг с другом. Верхние несколько метров представляют собой пресную воду, которая попадает в Даутфул-Саунд в результате таяние местных ледников и горного снега. Так как эта вода стекает через обширные леса, она имеет коричневый оттенок. Нижний же слой воды в фьорде — это холодная морская вода. Доступ света в эту часть Даутфул-Саунда сильно затруднён из-за коричневатого пресноводного слоя, поэтому многие глубоководные виды местной флоры и фауны встречаются только на небольших глубинах.
Местная фауна отличается большим разнообразием. В фьорде встречается одна из самых южных в мире популяций афалин. Всего их насчитывается около 70 особей, при этом за несколько лет наблюдения за ними ни одна из них не покинула залива. Ввиду же трудных природных условий (низкая температура воды, присутствие в верхних слоях пресной воды, недостаточное количество корма) между местными особями афалин сложились тесные, родственные связи. В Даутфул-Саунде также встречаются морские котики, пингвины. Время от времени в залив заходят киты. Кроме того, фьорд известен своими чёрными кораллами, которые встречаются на очень малых глубинах, хотя их естественная среда обитания — глубоководье.
Европейским первооткрывателем острова стал британский путешественник Джеймс Кук, который открыл этот фьорд в 1770 году. Тем не менее мореплаватель не решился направить в него своё судно, так как не было ясно, будет ли оно по нему плыть под парусами. Поэтому Кук назвал залив «бухтой Сомнения» (англ. Doubtful Harbour). Впоследствии китобои и охотники на тюленей переименовали его в Даутфул-Саунд.
В феврале 1793 года в заливе побывала научная экспедиция во главе с испанским мореплавателем Алессандро Маласпина, основной задачей которой было проведение эксперимента по измерению силы гравитации с помощью математического маятника (это была попытка создания новой метрической системы). Офицеры, участвовавшие в экспедиции, составили первую карту входа в фьорд, а также его нижней части, дав название некоторым географическим объектам. В результате, в настоящее время в Даутфул-Саунде можно найти единственные в Новой Зеландии названия объектов испанского происхождения.